# Кельменцы-Ларга (пункт пропуска)
Кельменцы-Ларга — пункт пропуска через государственную границу Украины на границе с Молдавией. Через пропускной пункт осуществляется два вида пропуска: железнодорожный и автомобильный.
Расположен на железнодорожной станции Ларга, вблизи посёлка городского типа Кельменцы Днестровского района Черновицкой области, возле автодороги Т 2627.
Ближайшая железнодорожная станция с молдавской стороны — Медвежа, находится в селе Медвежа Бричанского района Молдавии, в направлении станции Липканы Железной дороги Молдовы. Автомобильный пункт пропуска с молдавской стороны «Ларга» находится в Бричанском районе Молдавии, на трассе Т 2627 в направлении Кельменцев.
Вид пункта пропуска — автомобильный, железнодорожный. Статус пункта пропуска — международный.
Характер перевозок — пассажирский, грузовой.
Оба пункта пропуска «Кельменцы-Ларга», автомобильный и железнодорожный, могут осуществлять радиологический, таможенный и пограничный контроль.
Кроме радиологического, таможенного и пограничного контроля, автомобильный пункт пропуска «Кельменцы-Ларга» может осуществлять фитосанитарный, ветеринарный, экологический контроль и контроль Службы международных автомобильных перевозок.
В то же время железнодорожный пункт пропуска «Кельменцы-Ларга», кроме радиологического, таможенного и пограничного контроля, может осуществлять санитарный и экологический контроль.
Пункт пропуска входит в состав таможенного поста «Кельменцы» Черновицкой таможни. Код пункта пропуска —  40803 13 00 (12).